# Station Verviers-Centraal
Station Verviers-Centraal is het centraal station van de Waalse stad Verviers, gelegen langs spoorlijn 37 (Luik – Aken). Het is naast Antwerpen-Centraal, Charleroi-Centraal en Brussel-Centraal een van de vier centrale stations in België en een van de weinige stations dat dwars over de sporen heen is gebouwd.

## Treindienst
| Serie       | Treinsoort                        | Route | Bijzonderheden                                                         |
| ----------- | --------------------------------- | --- | ---------------------------------------------------------------------- |
| IC 01       | Intercity (NMBS)                  | Eupen – Verviers-Centraal – Luik-Guillemins – Brussel-Zuid – Gent-Sint-Pieters – Brugge – Oostende                      |                                                                        |
| IC 12       | Intercity (NMBS)                  | [ Oostende – Brugge – ] Kortrijk – Gent-Sint-Pieters – Brussel-Zuid – Luik-Guillemins – Verviers-Centraal – Welkenraedt | Rijdt alleen op werkdagen. Eerste en laatste ritten van/naar Oostende. |
| L 5000      | L-trein / Regional-Express (NMBS) | Verviers-Centraal – Pepinster – Spa-Géronstère                                                                          |                                                                        |
| S 41 RE 29  | S-trein Luik (NMBS)               | Luik-Sint-Lambertus – Luik-Guillemins – Angleur – Verviers-Centraal – Verviers-Centraal – Welkenraedt – Aachen Hbf      | euregioAIXpress In België als S                                        |
| P 7450/8450 | Piekuurtrein (NMBS)               | Welkenraedt – Verviers-Centraal – Luik-Guillemins – Herstal                                                             | Rijdt alleen op werkdagen.                                             |
| P 7495      | Piekuurtrein (NMBS)               | Spa-Géronstère – Pepinster – Verviers-Centraal                                                                          | Rijdt alleen op werkdagen.                                             |

## Fotogalerij

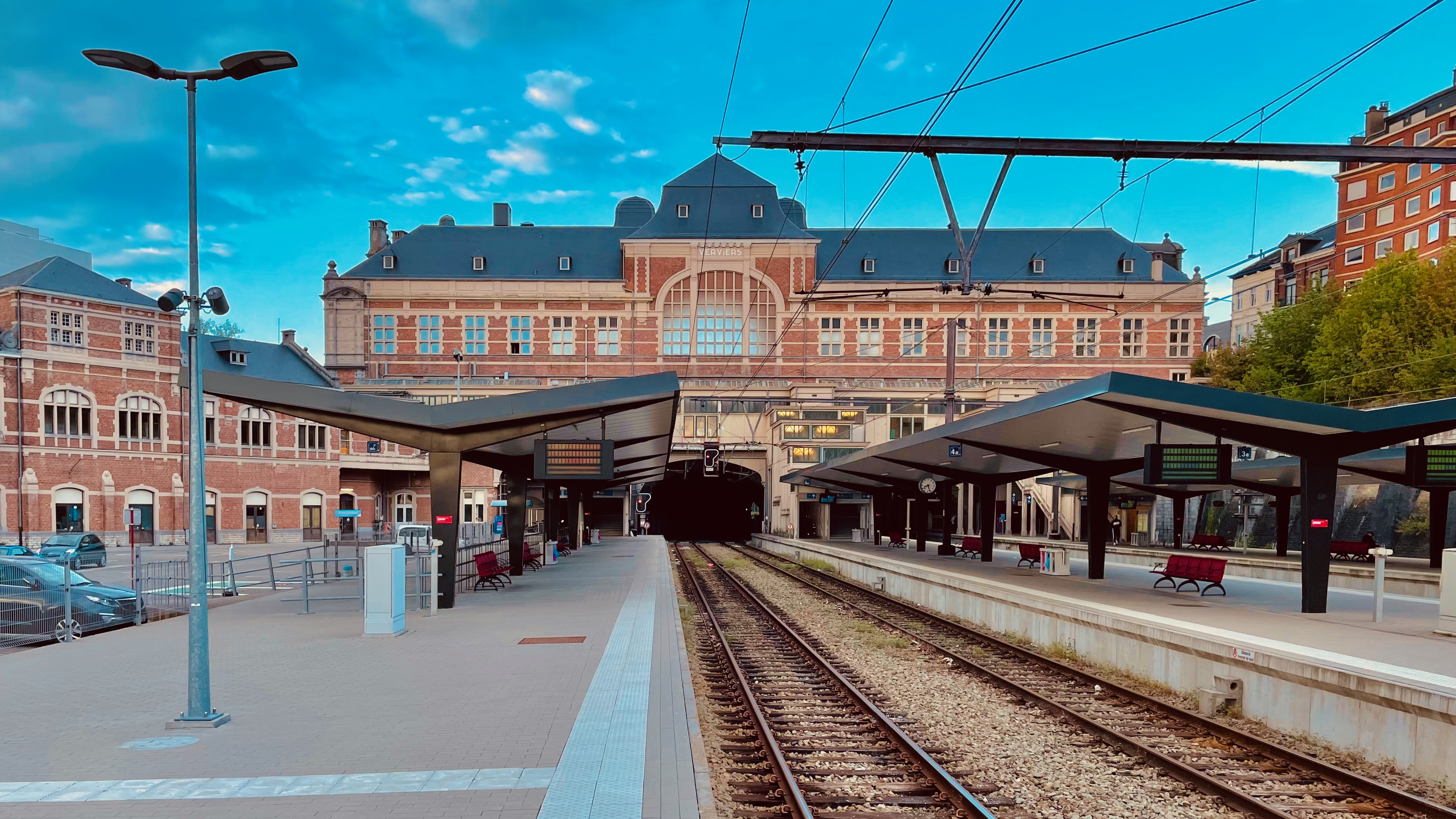
Zicht op de perrons
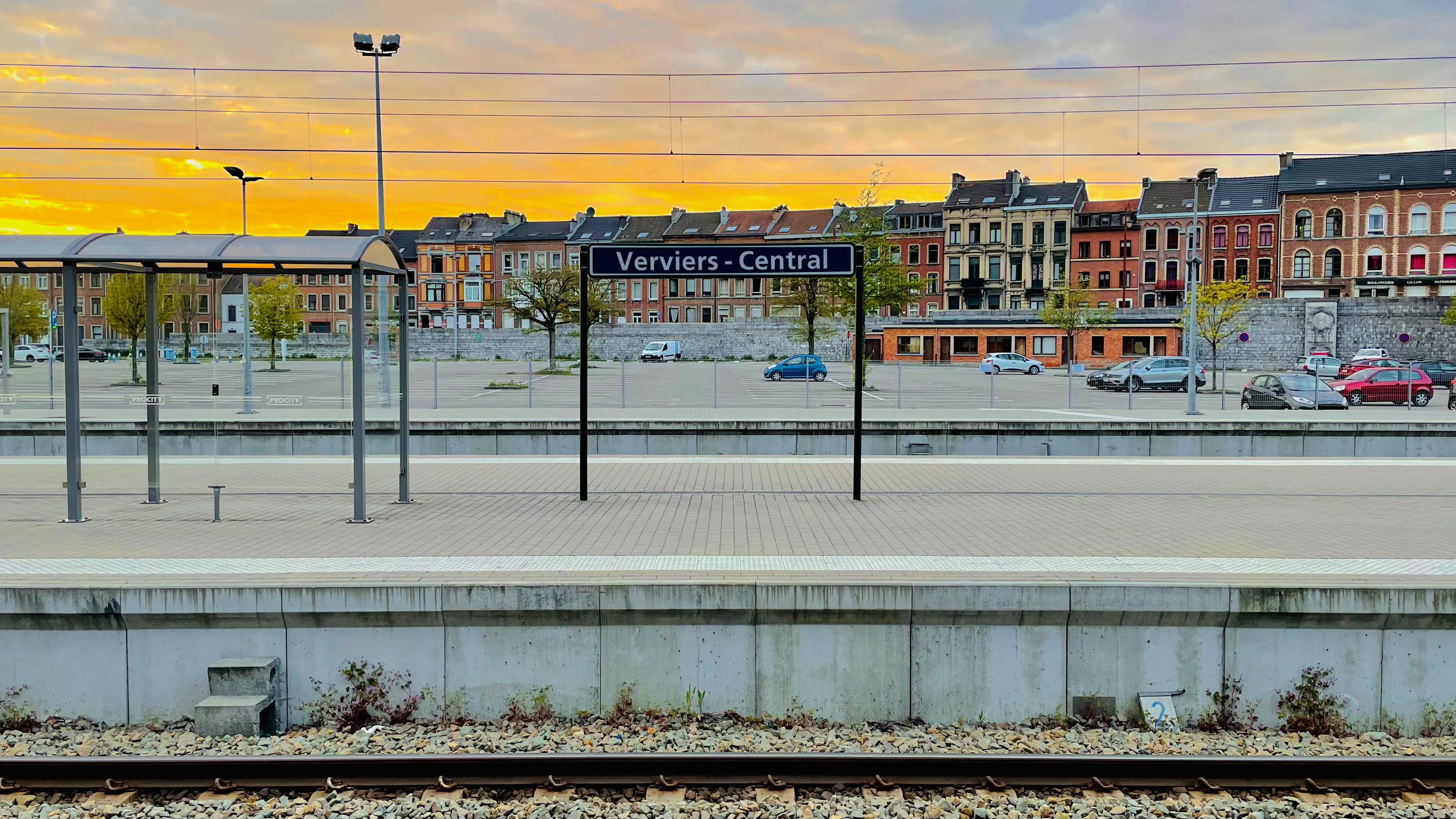
Een plaatsnaambord op een perron

## Reizigerstellingen
De grafiek en tabel geven het gemiddeld aantal instappende reizigers weer op een week-, zater- en zondag.
| Tabel: aantal instappende reizigers station Verviers-Centraal | Tabel: aantal instappende reizigers station Verviers-Centraal | Tabel: aantal instappende reizigers station Verviers-Centraal | Tabel: aantal instappende reizigers station Verviers-Centraal |
|                                                               | Weekdag                                                       | Zaterdag                                                      | Zondag                                                        |
| ------------------------------------------------------------- | ------------------------------------------------------------- | ------------------------------------------------------------- | ------------------------------------------------------------- |
| 1977                                                          | 3 408                                                         | 1 420                                                         | 1 720                                                         |
| 1978                                                          | 3 627                                                         | 1 488                                                         | 1 482                                                         |
| 1979                                                          | 3 687                                                         | 1 693                                                         | 1 684                                                         |
| 1980                                                          | 3 395                                                         | 1 637                                                         | 1 686                                                         |
| 1981                                                          | 3 304                                                         | 1 800                                                         | 2 209                                                         |
| 1982                                                          | 3 883                                                         | 1 687                                                         | 1 804                                                         |
| 1983                                                          | 3 462                                                         | 1 419                                                         | 1 505                                                         |
| 1984                                                          | 4 334                                                         | 2 114                                                         | 2 208                                                         |
| 1985                                                          | 4 447                                                         | 1 915                                                         | 2 378                                                         |
| 1986                                                          | 4 138                                                         | 1 934                                                         | 2 069                                                         |
| 1987                                                          | 4 584                                                         | 1 718                                                         | 2 149                                                         |
| 1988                                                          | 4 595                                                         | 2 153                                                         | 2 699                                                         |
| 1989                                                          | 4 035                                                         | 1 926                                                         | 2 113                                                         |
| 1990                                                          | 3 423                                                         | 2 065                                                         | 2 410                                                         |
| 1991                                                          | 4 530                                                         | 2 214                                                         | 2 739                                                         |
| 1992                                                          | 4 552                                                         | 2 564                                                         | 2 671                                                         |
| 1993                                                          | 3 709                                                         | 2 029                                                         | 2 424                                                         |
| 1994                                                          | 4 684                                                         | 2 498                                                         | 2 367                                                         |
| 1995                                                          | 3 723                                                         | 2 510                                                         | 2 607                                                         |
| 1996                                                          | 4 340                                                         | 2 771                                                         | -                                                             |
| 1997                                                          | 4 292                                                         | 2 848                                                         | -                                                             |
| 1998                                                          | 4 301                                                         | 2 171                                                         | 2 354                                                         |
| 1999                                                          | 4 176                                                         | 2 083                                                         | 1 936                                                         |
| 2000                                                          | 3 668                                                         | 2 059                                                         | 1 994                                                         |
| 2001                                                          | 4 080                                                         | 2 048                                                         | 2 176                                                         |
| 2002                                                          | 4 038                                                         | 2 227                                                         | 2 501                                                         |
| 2003                                                          | 3 780                                                         | 3 171                                                         | 3 235                                                         |
| 2004                                                          | 389                                                           | 2 388                                                         | 2 366                                                         |
| 2005                                                          | 3 829                                                         | 3 034                                                         | 2 786                                                         |
| 2006                                                          | 4 158                                                         | 2 556                                                         | 2 460                                                         |
| 2007                                                          | 4 961                                                         | 2 391                                                         | 2 454                                                         |
| 2008                                                          | -                                                             | -                                                             | -                                                             |
| 2009                                                          | 3 858                                                         | 1 900                                                         | 2 359                                                         |
| 2010                                                          | -                                                             | -                                                             | -                                                             |
| 2011                                                          | -                                                             | -                                                             | -                                                             |
| 2012                                                          | 4 117                                                         | 2 714                                                         | 3 116                                                         |
| 2013                                                          | 4 109                                                         | 1 953                                                         | 1 875                                                         |
| 2014                                                          | 3 972                                                         | 2 489                                                         | 2 496                                                         |
| 2015                                                          | 4 127                                                         | 2 117                                                         | 2 264                                                         |
| 2016                                                          | 4 490                                                         | 2 159                                                         | 2 195                                                         |
| 2017                                                          | 4 225                                                         | 2 348                                                         | 2 130                                                         |
| 2018                                                          | 3 769                                                         | 2 528                                                         | 2 594                                                         |
| 2019                                                          | 4 202                                                         | 2 640                                                         | 2 642                                                         |
| 2020                                                          | 3 623                                                         | 2 096                                                         | 1 990                                                         |
| 2021                                                          | -                                                             | -                                                             | -                                                             |
| 2022                                                          | 4 652                                                         | 2 054                                                         | 1 720                                                         |
| 2023                                                          | 4 795                                                         | 3 226                                                         | 3 095                                                         |
| 2024                                                          | 4 803                                                         | 2 134                                                         | 1 865                                                         |

Verviers-Central ·
Verviers-Est ·
Verviers-Leopold · 
Verviers-Matadi ·
Verviers-Ouest ·
Verviers-Palais
0,0: Luik-Guillemins ·
2,6: Angleur ·
4,1: Chênée ·
5,8: Henne-Chèvremont ·
11,0: Chaudfontaine ·
9,5: La Broucke ·
11,0: Trooz ·
13,8: Fraipont ·
15,3: Nessonvaux ·
17,8: Goffontaine ·
18,8: Cornesse ·
20,3: Pepinster ·
23,5: Ensival ·
25,5: Verviers-West ·
Verviers-Central ·
25,4: Verviers-Palais ·
27,1: Verviers-Oost ·
29,5: Nasproué ·
31,7: Dolhain-Gileppe ·
33:0: Dolhain-Vicinal ·
Welkenraedt-Ouest ·
37,7: Welkenraedt ·
39,5: Herbesthal ·
42,4: Astenet ·
45,9: Hergenrath ·
Aachen Hbf